# Acanthaspidia acanthonotus
Acanthaspidia acanthonotus är en kräftdjursart som beskrevs av Frank Evers Beddard 1886. Acanthaspidia acanthonotus ingår i släktet Acanthaspidia och familjen Acanthaspidiidae. Inga underarter finns listade i Catalogue of Life.